# Samuel Leopold Schenk
Samuel Leopold Schenk, född 23 augusti 1840 i Ürmény, dåvarande norra Ungern, död 17 augusti 1902 i Schwanberg, Steiermark, var en österrike-ungersk embryolog.
Schenk blev medicine doktor 1865 och var 1873–1900 professor i embryologi vid Wiens universitet. Han utvecklade livlig författarverksamhet och utgav bland annat läroböcker i embryologi, histologi och bakteriologi. De från hans laboratorium utgångna undersökningarna publicerades till största delen i "Mitteilungen aus dem Institut für Embryologie der Universität Wien", varav 12 häften utkom. Mycket uppseende väckte på sin tid hans hypotes angående förutbestämning av barnens kön, Einfluss auf das Geschlechtsverhältnis (1898, flera upplagor; svensk översättning samma år).